# Roman Sadowski
Roman Sadowski (ur. 20 lipca 1914 w Warszawie, zm. 2 listopada 1979 tamże) – polski poeta, satyryk i autor tekstów piosenek.

## Życiorys
Urodził się w rodzinie Piotra i Rozalii z domu Szczepanik. Ukończył Gimnazjum im. Jakuba Jasińskiego, egzamin dojrzałości uzyskał w 1935. Po odbyciu służby wojskowej rozpoczął studia na Wydziale Filologii Polskiej Uniwersytetu Warszawskiego, które musiał przerwać z powodu wybuchu II wojny światowej i trudnej sytuacji materialnej.
We wrześniu 1939 uczestniczył w obronie Warszawy. W czasie okupacji niemieckiej należał do Związku Walki Młodych i Armii Krajowej. Brał udział w powstaniu warszawskim - kapral podchorąży ps. Hanin, Grupa „Północ” - zgrupowanie „Leśnik” - kompania miotaczy płomieni.
Od początku 1945 współpracował z Polskim Radiem, gdzie kierował Redakcją Audycji Masowych (później Estradowych) oraz był związany z Redakcją Poezji. Pełnił funkcję kierownika artystycznego i reżysera programu Podwieczorek przy mikrofonie. W 1979 ukazał się wybór tekstów pt. Podwieczorek bez mikrofonu. Twórczość Romana Sadowskiego obejmuje skecze, fraszki oraz teksty piosenek, których wykonawcami byli m.in. Andrzej Bogucki, Tadeusz Chyła, Anna German, Anna Jantar, Marta Mirska, Sława Przybylska, Rena Rolska oraz Jarema Stępowski.
Jego poezja dotyczyła sportu, wiersze publikował na łamach prasy literackiej.
Zmarł w Warszawie, pochowany 6 listopada 1979 na cmentarzu Bródnowskim (kwatera 18F-6-19).

## Tomiki poezji
- Życie – naprzeciw
- Na krawędzi
- Rzut oszczepem

## Wybrane teksty
- Jest taka droga na świecie (muz. Anna German)
- Pastuszek i gąski (muz. Tadeusz Chyła)
- Uśnij synku (muz. Jerzy Petersburski)
- Właśnie tego dnia (muz. Krzysztof Sadowski)
- Złoty pierścionek (muz. Jerzy Wasowski)
- Żabka i miś (muz. Romuald Żyliński)
- W sobotę wieczorem (muz. Adam Markiewicz; wyk. Roman Sadowski)
- Oj ra ech (muz. Władysław Szpilman; wyk. Chór Czejanda)
- Zawsze gdzieś czeka ktoś (muz. Jarosław Kukulski); wyk. Anna Jantar
- Nie będzie, nie będzie (muz. Włodzimierz Korcz); wyk. Jerzy Połomski[4]
- Kochaj mnie choć kilka chwil (muz. Jarosław Kukulski; wyk. Krzysztof Cwynar)
- Niebieskooka (muz. Henryk Klejne)

## Odznaczenia i nagrody
- Złoty Krzyż Zasługi (1954)[5]
- II nagroda w krajowym konkursie olimpijskim za tomik poezji Rzut oszczepem (1948)
- wyróżnienie w konkursie olimpijskim za wiersz Litania do Ziemi Ojczystej (1968)
- wyróżnienie w konkursie olimpijskim za wiersz Aleksikakos (1972)